# Accueil séquentiel
Pour les articles homonymes, voir Accueil.
L’accueil séquentiel est un dispositif français de l'aide sociale à l'enfance (ASE). C'est un moyen de prise en charge de l'enfant dans le cadre de la protection de l'enfance. Il trouve sa légitimité dans les textes réglementaires tels que la loi du 2 janvier 2002 rénovant l'action sociale et médico-sociale et la loi du 5 mars 2007 réformant la protection de l'enfance.

## Objectif général
Aider à la réinsertion de l'enfant dans sa famille après le placement en travaillant sur le lien parental maintenu pendant le placement.  

## Objectifs spécifiques
- Former à maintenir le lien parents/enfants dans le cadre d’un placement.
- Prendre en considération les parents dans leurs difficultés éducatives.
- Accompagner les parents dans leur quotidien éducatif et relationnel avec l’enfant qui leur pose difficulté.
- Formaliser des procédures et des référents pour obtenir un diagnostic concernant la décision relative une nécessité du maintien du lien en fonction des situations familiales et du contexte national.

## Accueil séquentiel et Childhood Links
Le projet Childhood Links a pour but de transférer une méthode de formation des travailleurs sociaux sur le thème des accueils séquentiels aux pays européens qui s'unissent à idée de l’intérêt de maintenir les liens familiaux lors de placements.